# Campost
Pour les articles homonymes, voir La Poste.
Campost est l'opérateur postal public camerounais. Cet opérateur propose également des services bancaires et des solutions numériques.
Campost est né en avril 2004 de la fusion de la Société nationale des postes (Sonaposte) et de la Caisse d'épargne postale (CEP).

## Histoire

### La création de Campost
À l'automne 2003, la Caisse d'épargne postale n'est plus en mesure de faire face aux retraits des clients. Les épargnants n'arrivent plus à retirer leur argent et des quasi-émeutes ont lieu. Les autorités affirment alors que ce n'est qu'un problème passager et que les choses vont rapidement s'arranger. Début 2004, la Caisse d'épargne postale est en quasi-cessation de paiement et l'État doit débloquer des fonds pour indemniser partiellement des épargnants. Ce qui conduit à la création de Campost.
La Campost, créée par décret  présidentiel N° 2004/095 du 23 avril 2004 de la fusion de la Société Nationale des Postes et de l’ex-Caisse d’Epargne Postale est une Société à capital public ayant l’État du Cameroun comme unique actionnaire. Elle a pour objet d’assurer les missions de service public postal qui lui sont concédées par l’État, d’établir et d’exploiter les réseaux des services postaux et de fournir des prestations postales à caractère financier.

#### Quelques dates clés de la vie de Campost
23 avril 2004 : Création de la Campost par décret du Président de la République du Cameroun Paul Biya. Nomination du tout premier Directeur Général Maurice Bayemi et d’un Directeur Général Adjoint  Abraham Lene. Jean-Pierre Biyiti bi Essamalors Secrétaire Général du Ministère des Postes et Télécommunications est nommé Président du Conseil d’Administration.
25 juin 2005 : Nomination d’un Administrateur Provisoire, Charles Tawamba et dissolution des organes sociaux de la Campost à l’exception de la commission de passation des marchés.
28 octobre 2006 : Signature d’un contrat de gestion entre le Gouvernement du Cameroun et la firme Canadienne Tecsult International.
26 février 2007 : Entrée en fonction de l’équipe Tecsult avec un nouveau Directeur Général, Djamel Fethi Zouglhami assisté de quatre Directeurs du même cabinet et création d’un comité de suivi présidé par Charles Tawaba, ex- administrateur provisoire.
26 février 2009 : Expiration du mandat de 2 ans de l’équipe Tecsult et départ de Djamel Zouglhami.
12 mars 2009 : Désignation d’un Directeur Général intérimaire en la personne de Abraham Siziboue.
28 avril 2009 : Signature de la Convention collective d’entreprise de la Campost. Une nouvelle disposition qui met les employés d’accord
15 juin 2009 : Nomination d’un comité de suivi des activités du Directeur Général intérimaire
1er mars 2010 : Signature du contrat de redressement avec la filiale Française Sofrepost. Nomination du Président et des membres du Conseil d’Administration, puis nomination du Directeur Général Hervé BERIL, en poste.
10 avril 2012 : Nomination de Nana Yomba Lucien, Directeur Général Adjoint
10 avril 2014 : Campost obtient la certification « Bronze » de l’Union Postale Universelle pour la qualité de service du courrier. 
21 avril 2015 : Nomination de Fréderic Fenni, Directeur Général.
30 avril 2015 : La Campost obtient le diplôme de la Certification « Argent », niveau « B » de l’Union Postale Universelle (UPU) à Berne(Suisse) devenant ainsi pour la deuxième fois la 1re entreprise Postale Certifiée Qualité en Afrique Centrale et Ouest francophone.

## Services
CAMPOST propose des produits et services qui s’adressent au grand public dans les domaines du courrier, des services financiers et des services numériques.

### Services postaux

#### EMS COURSE Cameroun

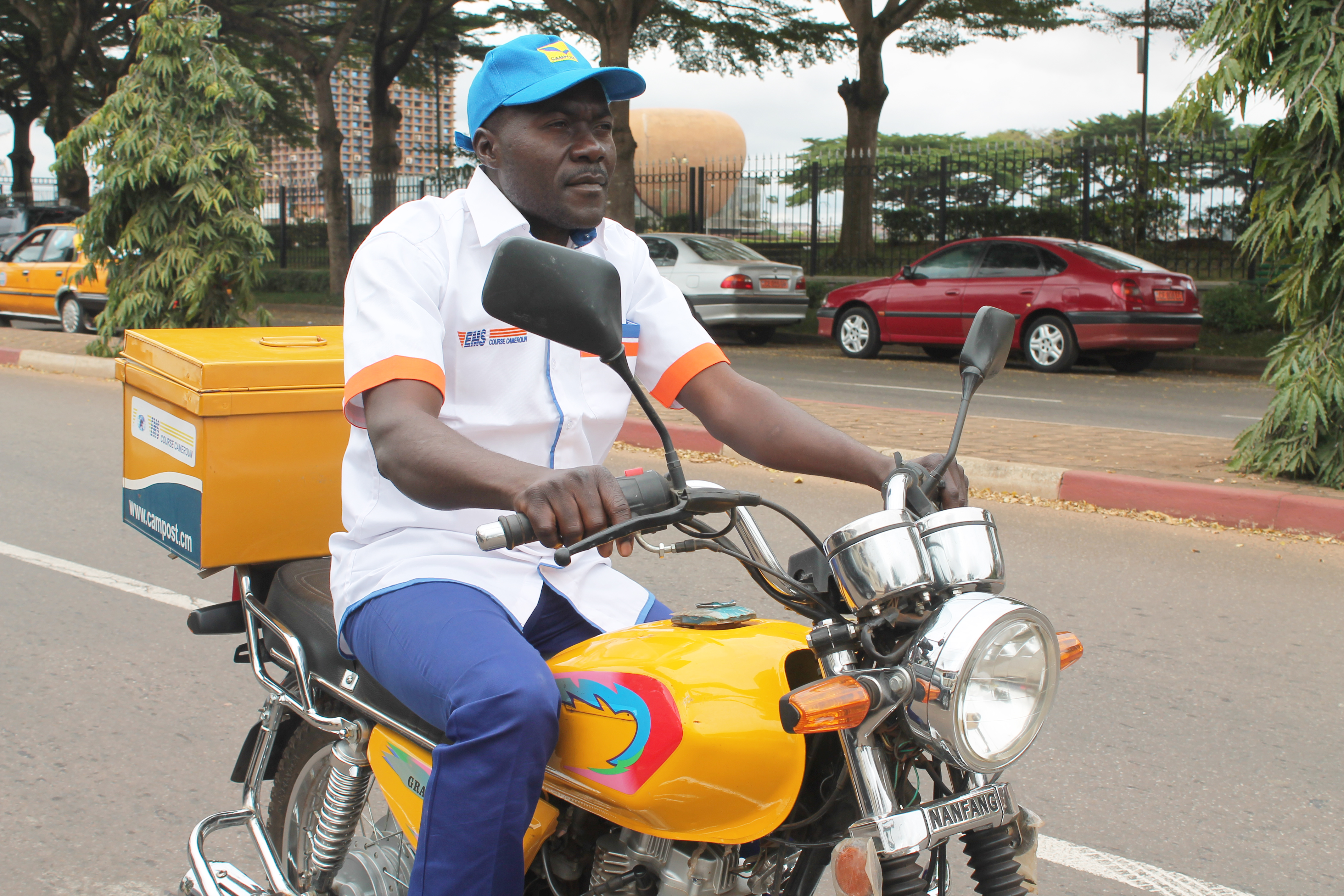
Un agent EMS sur une moto, distribuant du courrier

C'est un service de courrier express national et international de la CAMPOST qui intègre à la fois  la collecte, l’acheminement et la distribution à domicile ou au guichet. EMS COURSE CAMEROUN, distribue les courriers et colis express à temps, en toute sécurité et en main propre. C’est un produit qui s'est révolutionné et qui permet maintenant le suivi en ligne des envois du dépôt jusqu’à leurs livraisons.  
Le service postal au Cameroun consiste en le dépôt de courrier et de petit colis dans des boîtes postales situées au sein des bureaux de poste. Il n'y a donc pas de facteur distribuant le courrier comme dans les pays occidentaux, ceux-ci ayant été supprimés peu après l'indépendance.

#### La boite postale

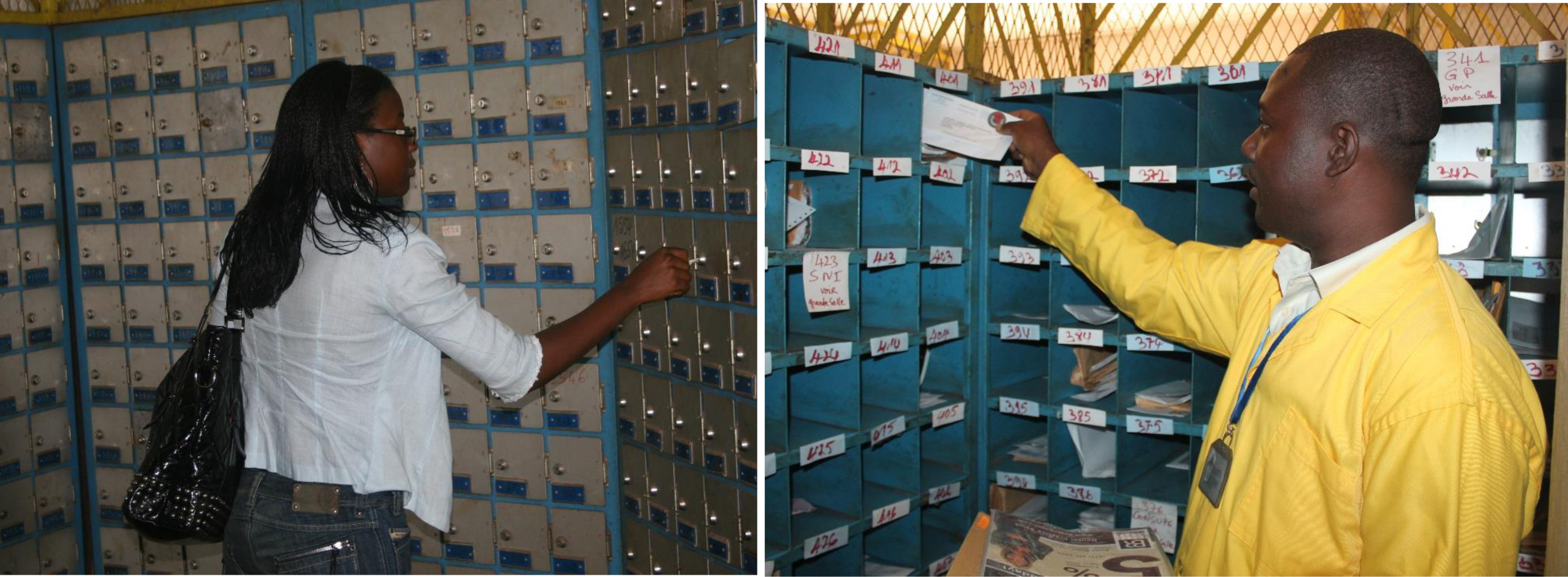
Une cliente Boite postale consultant ses lettres et un facteur Campost disposant des courriers dans les boites postales

C’est le produit traditionnel de la CAMPOST qui permet au client de disposer d’une adresse légale où est livré son courrier. Au Cameroun, les boites postales sont domiciliées dans les bureaux de poste et non dans les domiciles comme c’est le cas en Europe. Il en existe environ 80 000 au Cameroun. Aujourd’hui, il existe des sociétés privées qui font la distribution des courriers, certaines le font dans la clandestinité.

#### Le colis
C’est l’envoi de marchandises ou de documents de maximum 30 kg au Cameroun et à l’étranger. Ces colis se présentent sous deux formes :
- Documents : contrats, appel d’offres, catalogues…
- Marchandises : pièces de rechange, carreaux, vêtements enchantions divers…

#### Lepublipostage
C’est la distribution des documents commerciaux des clients par le canal des boîtes postales. Ce service  est ouvert à tous les régisseurs et annonceurs et donne la possibilité de cibler la communication. 

#### Le citypost
C'est le service de courrier express, à la demande qui permet de collecter des documents et des objets sur simple appel téléphonique et la livraison est immédiate à l’intérieur de la ville. Ce service s'adresse uniquement aux clients des deux grandes villes du Cameroun, Yaoundé et Douala. Ici la livraison se fait en moins de 03 heures. Les clients peuvent alors être notifiés par SMS.

#### Le CADEN
CADEN est le service qui répond aux besoins particuliers des administrations, des entreprises et des professionnels. 
Il combine la collecte, l’acheminement et la distribution du courrier de bout en bout, du domicile de l’expéditeur au domicile du destinataire. Il s'adresse aux entreprises (Siège, Succursales, Agences régionales), à la Fonction Publique (Administration Centrale, Délégations Territoriales), aux professionnels et Commerçants.
La Campost en dix ans, a gonflé sa fiche des produits depuis sa création en 2004; mais a conservé des produits classiques telle la philatélie. 

#### La philatélie

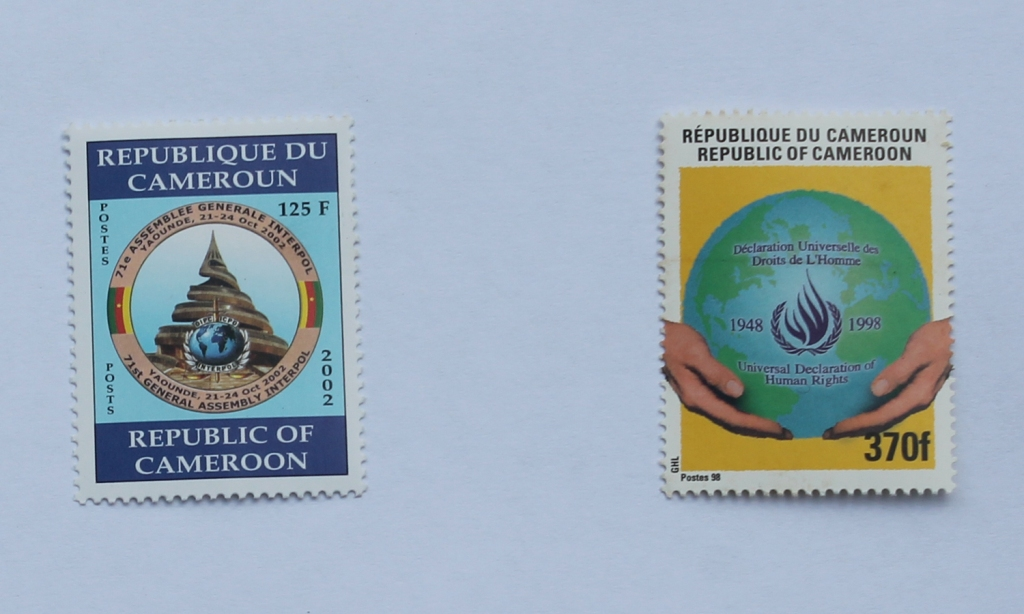
Timbres postaux du Cameroun

Ce produit est destiné aux passionnés du timbre-poste et des objets connexes. Le client a le choix entre une variété d’objets à collectionner : les timbres, les enveloppes premier jour, les blocs de timbres, les epreuves de luxe, les Booklets,  les Ouvrages philatéliques...

### Services bancaires
Campost propose trois types de services bancaires: 
- Des comptes-chèques postaux (CCP)
- Des comptes d'épargne postale
- Des transferts d'argent (mandats postaux)

#### Le MELO (Mandat Express Local)
Au Cameroun, Campost ne détient plus le monopole du transfert d’argent ; le marché se faisant de plus en plus concurrentiel. Quelques micro-finances en ont fait leur créneau.  Le Melo, est le produit de transfert d’argent de la Campost, qui permet au client de transférer de l’argent à un tiers, à moindre coût sur l'ensemble du territoire national. Le Melo bénéficie d’une technologie moderne, fiable et sécurisée. Ici les montants transférés peuvent aller jusqu’à 5.000.000 FCFA, le produit est disponible pendant 30 jours et les tarifications se font à partir de 400 francs CFA.

#### Le MEI (Mandat Express International)
Le MEI permet au client de transférer de l’argent à l’international. Il est garanti par l’Union Postale Universelle (UPU), permet un paiement instantané en Afrique et en 24 heures avec la France. Ici les tarifications se font par tranche à partir de 7000 francs CFA.

#### L'Epargne Postale (EP)
L’épargne postale permet au client d’épargner et de bénéficier d’une rémunération. Ce produit qui a connu beaucoup de tensions sous l’ère Caisse d’Epargne Postale(CEP), a connu beaucoup d'améliorations tant sur sa qualité que les services. Il est caractérisé par un Compte d’épargne rémunéré et des Intérêts versés annuellement.

#### Le Compte-courant Postal (CCP)
Le Compte Courant Postal (CCP) permet au client de bénéficier des services bancaires dans l’ensemble des agences postales réparties sur l'ensemble du territoire national. Il comprend la Domiciliation des salaires, le Versement et le retrait-espèces, les Versements interbancaires, les Virements de compte à compte, les Prélèvements automatiques, les mises à disposition des fonds, etc.

#### Le Crédit Scolaire
C’est un crédit court terme destiné à tout client de la CAMPOST dont le salaire est domicilié dans un compte courant postal. Chaque année, des milliers de personnes sollicitent le crédit scolaire à Campost qui leur propose un taux d’intérêt assez bas. Le taux maximum d’emprunt est de 2 500 000 francs CFA, à rembourser en 10 mois. 

### Les produits numériques (Business Solutions)
Ce sont les produits les plus récents de la Campost, qui se positionne actuellement comme une poste moderne. 

#### L’hébergement
Le centre de données de la Campost offre un espace sécurisé entièrement destiné à l’hébergement des serveurs et des applications. C’est l’une des évolutions de la Poste réinventée qui fournit aujourd'hui des solutions numériques.

#### La vidéo-conférence
La Solution Vidéoconférence Campost est l’outil de communication à distance pour les présentations, des conférences avec des partenaires, les réunions de travail internes et les formations. Cet outil semble être une alternative aux déplacements physiques du personnel des entreprises et des administrations qui ont des démembrements urbains, régionaux ou internationaux. Le service de vidéo-conférence est accessible dans les dix régions du Cameroun.

#### La vidéo-surveillance
C'est une solution pour la sécurité des employés, des locaux, des équipements ou des marchandises, la CAMPOST propose des services de télésurveillance avec l’offre de gestion à distance des caméras à travers une plateforme dédiée.

#### Latéléphonie IP
Campost propose la Solution de Téléphonie par internet à travers la technologie VOIP basée sur une implémentation 3GPP standardisée de SIP fonctionnant sur un protocole standard IP. Une solution clé en main, un seul opérateur, maintenance, support, et une seule facture fixe quelle que soit la consommation à l’intérieur du réseau VOIP.

#### Interconnexion des sites
La Solution Interconnexion des sites client permet de rapprocher le siège des entreprises de ses démembrements, ou tout simplement de connecter les entreprises au réseau de télécommunications privés de la CAMPOST et de bénéficier de tous ses avantages.

#### Le centre d'appel
Campost offre un centre d’appel équipé des dernières évolutions de la technologie des télécommunications.

### Campost, onze ans après
Campost onze ans après sa création, est une entreprise en pleine mutation au double plan technologique et managérial sous l’impulsion de SOFREPOST, filiale 100 % de la poste Française, et ce depuis 2010. 

#### La vision de Campost

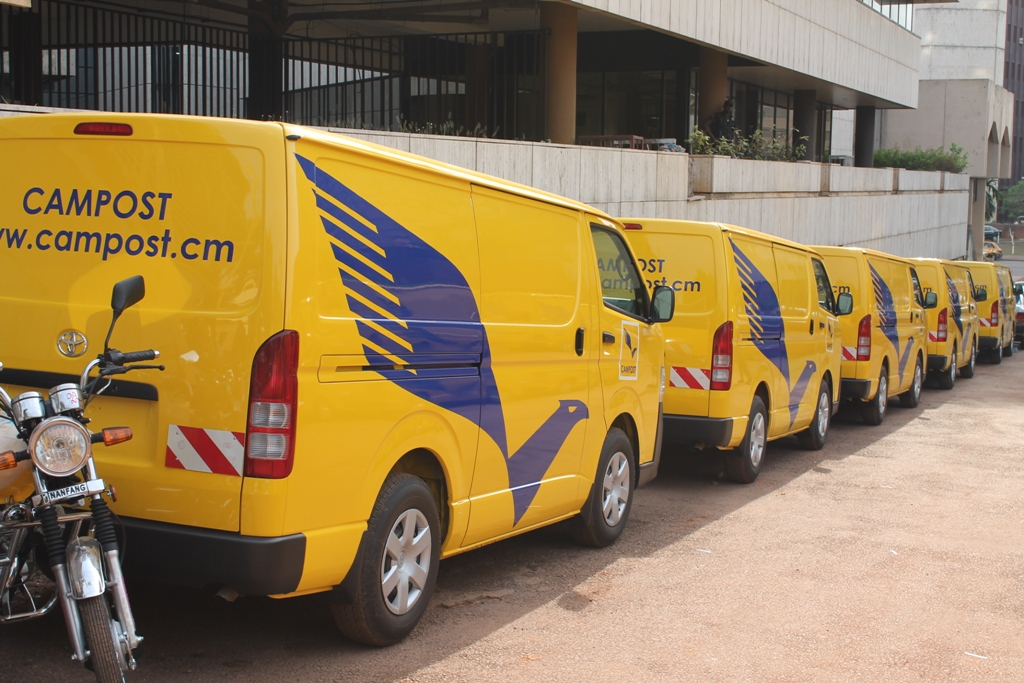
Véhicules Campost pour l'acheminement du courrier.

« Devenir le leader national des échanges de flux à valeur ajoutée pour les particuliers, les entreprises et les institutions au Cameroun»  

#### Ses valeurs
- Proximité
- Innovation
- Considération
- Engagement
- Professionnalisme

#### Ses missions
- Assurer les missions de service public postal qui lui sont concédées par l’État
- Établir et exploiter les réseaux postaux
- Fournir des prestations postales à caractère financier
- Garantir le service postal universel

#### Campost en quelques chiffres
- Un réseau de 250 bureaux de poste ;
- 10 agences régionales EMS et 80 points de contact ;
- 04 établissements spécialisés ;
- 01 Plateforme Industrielle de Courrier et Colis ;
- 24 points poste ;
- 10 Délégations Régionales ;
- Un effectif de 1 262 employés

#### Slogans
- De 2004 à 2011 : CAMPOST, pour un monde de services
- Depuis 2012 : CAMPOST, la poste réinventée

#### Identités visuelles

Le premier logo de Campost, de 2004 à 2011

#### Les locaux

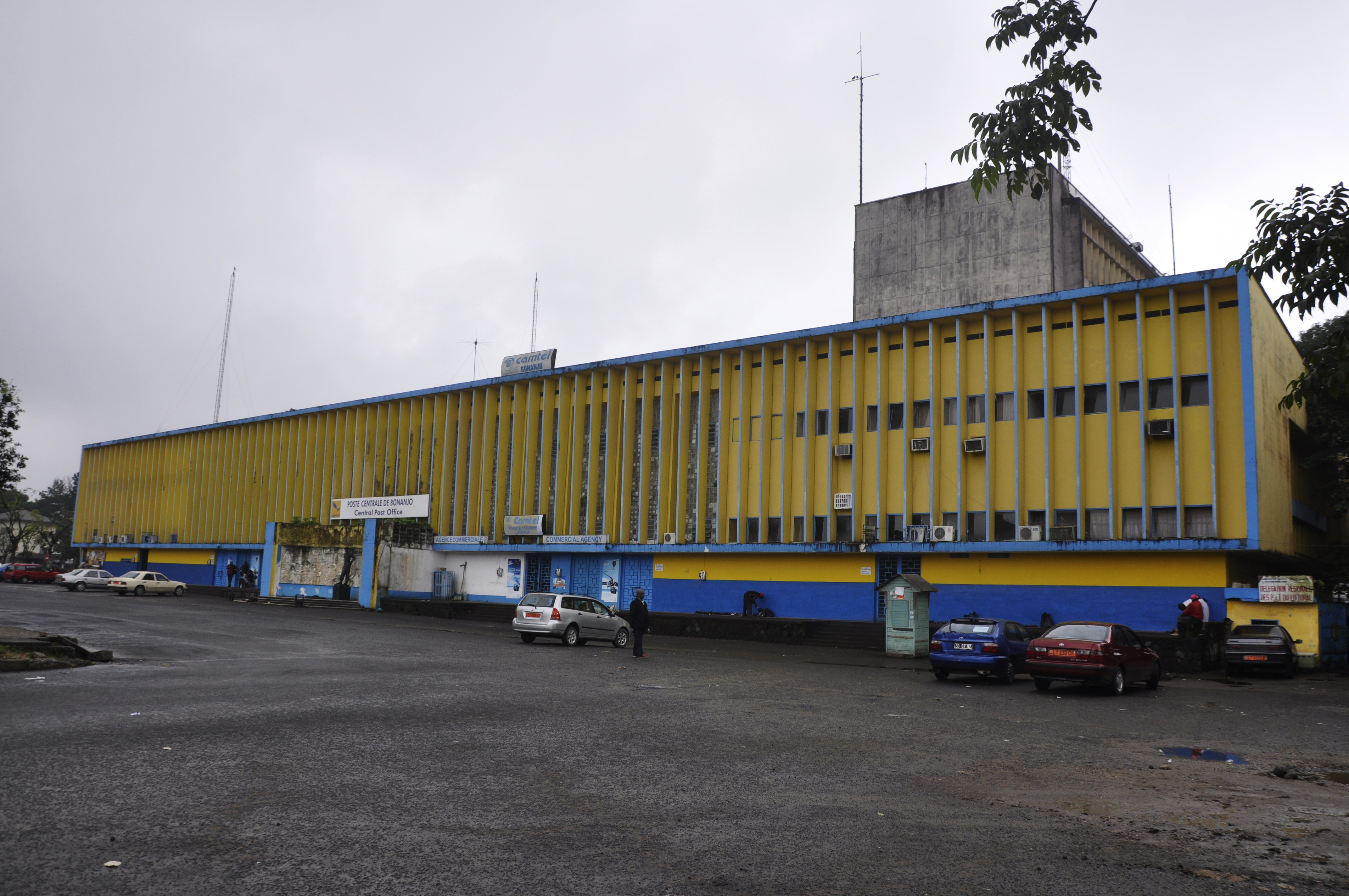
Poste centrale de Douala (Vue de droite)
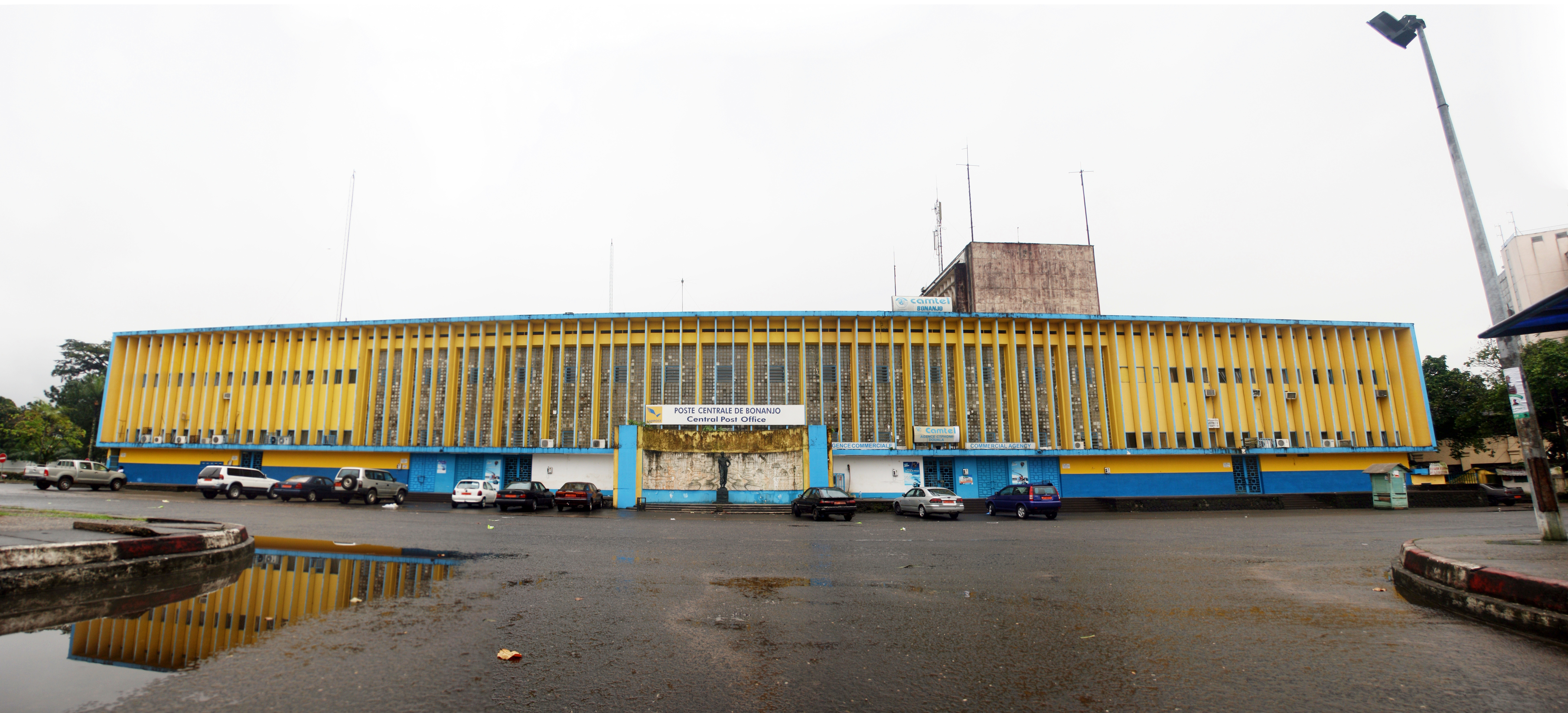
Poste centrale de Douala (Vue de face)
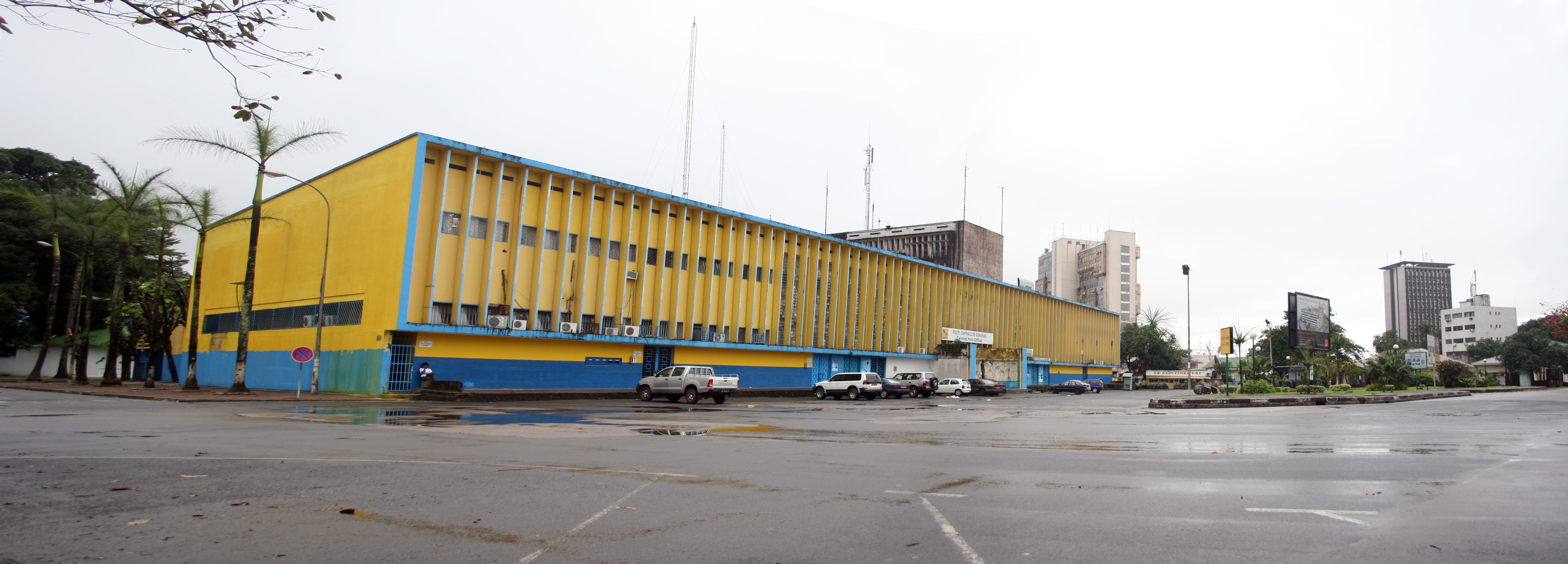
Poste centrale de Douala (Vue de gauche)
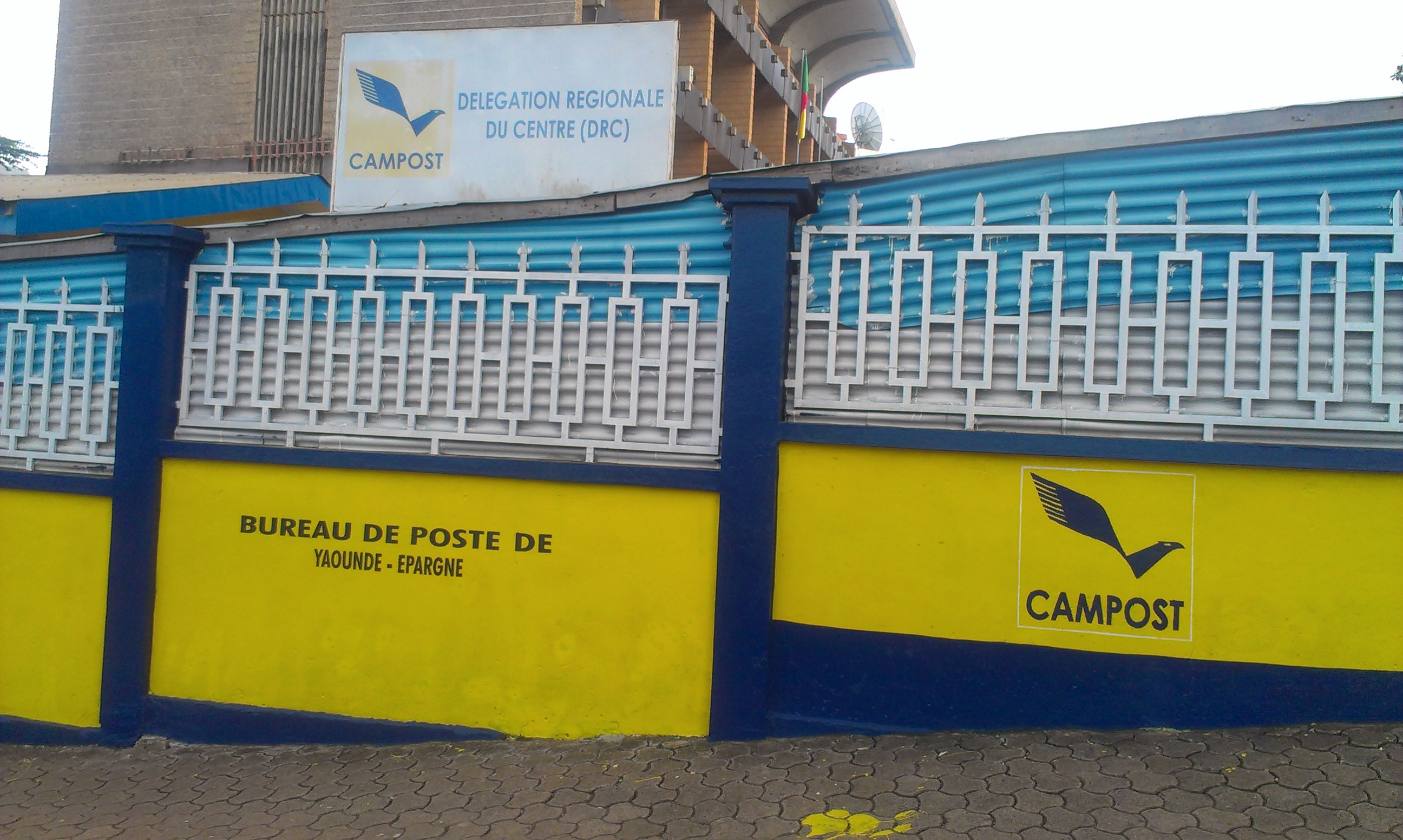
Bureau Campost à Yaoundé